# Dècada del 1870
Formalment, la dècada del 1870 comprèn el període que va des de l'1 de gener de 1870 fins al 31 de desembre de 1879.

## Ciència i tecnologia
En el camp de la química, Norman Lockyer i Edward Frankland proposaven el 1870 que el gas detectat en observacions solars havia de ser anomenat 'heli'. Dos anys després, Robert Chesebrough patentava la vaselina als Estats Units i Charles-Adolphe Wurtz descobria la reacció aldòlica. El 1873, Jacobus Henricus van 't Hoff i Joseph Achille Le Bel, treballant independentment, desenvolupen un model d'enllaç químic que explica els experiments de quiralitat de Pasteur i proporciona una causa física per a l'activitat òptica de compostos quirals i l'any següent, proposen que els models moleculars orgànics poden ser tridimensionals. També el 1874 Othmar Zeidler sintetitza per primer cop DDT i C. R. Alder Wright l'heroïna. També en aquest fructífer any, Per Teodor Cleve teoritza que el didimi de fet són dos elements, i seria el 1885 quan Carl Auer von Welsbach provaria la teoria amb la descoberta del neodimi (60) i el praseodimi (59). Primerament, Paul Émile Lecoq de Boisbaudran descobria el gal·li espectroscòpicament el 1895 i més endavant durant l'any, aconseguia obtenir el metall lliure mitjançant l'electròlisi del seu hidròxid. Era el primer element predit per Dmitri Mendeléiev que s'identificava. El 22 d'octubre de 1878 Jean-Charles Galissard de Marignac descobria l'element iterbi (70). La terra rara holmi (67) era identificada en l'erbi per Marc Delafontaine i Jacques-Louis Soret a Gènova el 1878 i per Per Teodor Cleve a Suècia el mateix any o el 1879. En el darrer any de la dècada es descobriren tres elements químics més: el tuli (69) per T. Cleve, l'escandi (21) per Lars Fredrik Nilson i el samari (62) per P.E.L. de Boisbaudran.
- Invenció de la Dinamo
- Invenció del Tub de Crookes
- Invenció del Telèfon
- Desenvolupament de les Equacions de Maxwell

## Esdeveniments
- Fundació del Partit Socialista Obrer Espanyol (PSOE).
- Batalla de Little Bighorn: mort del general George Armstrong Custer front les tropes sioux de Cavall Boig.
- 1878 - Lleó XIII succeeix Pius IX com Papa.
- A Espanya després del regnat d'Amadeu de Saboia (1870-1873), es proclama la Primera República Espanyola (1873). La inestabilitat del nou règim republicà va donar lloc a la Restauració de la monarquia en la Casa de Borbó (Alfons XII) després del Pronunciament de Sagunt pel general Arsenio Martínez Campos el desembre de 1874. El Rei d'Espanya va nomenar Primer Ministre a Antonio Cánovas del Castillo (1875), i es va redactar la Constitució de 1876 que va restar en vigor fins a l'any 1931 (llevat del període dictatorial de 1923-1930).
- Benito Pérez Galdós va escriure la primera i segona sèrie dels Episodios Nacionales. Publicà també, La Fontana de Oro (1870), Doña Perfecta (1876) i Marianela (1878).
- Tercera Guerra Carlina (1872-1876) entre els partidaris de la línia dinàstica d'Alfons XII i els partidaris de la línia sàlica (Carles Maria Isidre de Borbó).
- Guerra de la Triple Aliança: Paraguai contra Argentina, Brasil i Uruguai.
- Patent del telèfon i el micròfon
- Guerra entre Grècia i Turquia
- Publicació del Diari Català
- Guerra francoprussiana

## Personatges destacats
- Joan Prim i Prats (militar i polític reusenc)
- Práxedes Mateo Sagasta (políticl)
- Amadeu de Saboia (rei d'Espanya)
- Nicolás Salmerón (president de la I República espanyola)
- Francesc Pi i Margall (president de la I República espanyola)
- Jeanne Louise Calment (la dona més longeva)
- Víctor Manuel II (rei d'Itàlia)
- Pablo Iglesias (polític espanyol i fundador del PSOE)
- Otto von Bismarck (canceller de Prússia)
- Arsenio Martínez Campos (militar)
- Alfons XII (rei d'Espanya)
- Antonio Cánovas del Castillo (primer ministre espanyol)
- Ulysses Simpson Grant (18è president dels Estats Units)
- Benito Pérez Galdós (escriptor)
- Leopoldo Alas, Clarín (escriptor l)
- José de Echegaray (polític i dramaturg)
- Arthur Conan Doyle (escriptor de lers novel·les de Sherlock Holmes i d'altres)
- Paul Klee (pintor)[19]